# Nelly-Marianne Wannow
Nelly-Marianne Wannow (* 18. Dezember 1934 in Danzig, Freie Stadt Danzig; † 10. November 2020 in Bad Neuenahr, Deutschland) war eine deutsche Diplomatin.

## Leben

### Herkunft und Ausbildung
Nelly-Marianne Wannow ist in Danzig geboren. Ihre Eltern waren Willy Rudolf Albert Wannow, ein Zollbeamter (1891–1935) und Anna Charlotte Rutowski (1901–1986). Sie ging von 1941 bis 1945 an der Grundschule in Danzig-Langfuhr. In den Jahren von 1945 bis 1947 war sie in Dänemark interniert. Sie setzte ihre Ausbildung an der Theodor-Storm-Schule in Bremerhaven-Lehe 1949 fort, wo sie bis 1954 blieb. Sie arbeitete von 1954 bis 1955 als Sekretärin bei den amerikanischen Streitkräften in Bremerhaven. Anschließend studierte sie ab 1955 an der Rechts- und Staatswissenschaftlichen Fakultät der Georg-August-Universität in Göttingen, wo sie 1965 auf der Grundlage ihrer Dissertation Das Selbstbestimmungsrecht im sowjetischen Völkerrechtsdenken zum Dr. jur. promovierte.

### Karriere im Auswärtigen Dienst
Seit 1965 hatte sie verschiedene Positionen im Auswärtigen Dienst Deutschlands inne, darunter die eines Konsularbeamten in Genf (1965–1966), Detroit (1968–1969), New York (1969–1973), arbeitete im Außenministerium (1973–1986), war stellvertretende Generalkonsulin in Chicago (1986–1989), Generalkonsulin in Danzig (1990–1993), Detroit (1993–1997) und Nowosibirsk (1997–1999).
Sie ging 1999 in den Ruhestand.

## Werke
- Nelly Marianne Wannow, Wanda Moska, Elżbieta Bukała, Moska, Wanda, Bukała, Elżbieta: Biblioteka Politechniki Krakowskiej katalog › Wyniki wyszukiwania dla 'nb: 9788385560449'. Novus Orbis, Gdańsk 2005, ISBN 83-8556044-0.